# 小野寺太志
小野寺 太志（おのでら たいし、1996年2月27日 - ）は、日本の男子バレーボール選手である。日本代表。

## 来歴
宮城県名取市出身。実父は東北高等学校から東海大学に進学した学生バレーボール選手、実母は日本リーグの富士フイルムで長年活躍した選手というバレーボールDNAを持つ。身長が小6で170cm、中3で195cmとなり「なにかスポーツをやりたい」と考えていたが、両親がバレーボールを強く勧めなかったため、中学3年の夏まで野球に没頭した。野球部引退後に実父から全国都道府県対抗中学バレーボール大会の宮城県選考会への参加を勧められ、本格的にバレーボール競技に転向した。選考会をパスし、2010年の全国都道府県対抗中学バレーボール大会の本戦に出場。オリンピック有望選手に選出されている。
2011年、実父の母校である東北高等学校に進学した。まだバレーボールのルールさえ詳しくは知らない状態であったが、早くもその年の春高バレー宮城県予選でレギュラーとして全国大会に出場を果たした。翌2012年10月にテヘランで開催されたアジアユース選手権のメンバーに石川祐希らとともに選出され、銅メダルを獲得した。2013年にメキシコで開催された世界ユース選手権でも全日本メンバーに選出されている。
2014年に東海大学に進学した。同学バレーボール部監督の積山和明は「2m越えの選手で上手な選手はあまりいないが、非常に器用な選手」と評した。6月、2020年東京オリンピックの強化指定選手である「Team CORE」のメンバーに選出されている。
2015年4月、全日本メンバーに初招集された。2017年のワールドリーグ崑山大会に出場し、シニア代表デビューを果たした。
2017年12月、V.LEAGUE DIVISION1のJTサンダーズ広島入部が内定。内定選手として登録されると、すぐにレギュラーに定着し、登録後の2018年1月以降、V・プレミアリーグ（V.LEAGUEの前身）の全試合に出場した。
2018-19シーズン、JTに正式に入部。日本代表として世界選手権に出場。1シーズン目のV1ではベスト6を受賞。ちなみに、このシーズンで最優秀新人賞を受賞したのは大竹壱青と西田有志であり、自身も含めて日本代表ルーキーの活躍が目に付くシーズンであった。
2019-20シーズン、ワールドカップで日本代表の躍進に貢献。V1でも、スパイク賞、ブロック賞、ベスト6を受賞する活躍を見せた。2020-21シーズンも、V1で3シーズン連続となるベスト6、2年連続となるブロック賞を受賞。
2021年5月の親善試合である東京チャレンジ2021では、不参加の石川祐希に代わって日本代表の主将を務めた。
2021年8月31日、JTを退職し、9月1日よりプロ選手としてJTサンダーズ広島でプレーすることとなった。
2022年4月3日、結婚したことを自身のSNSで発表した。
同年9月26日、第1子男児が誕生したことをInstagramにて報告。
2023年5月31日をもってJTサンダーズ広島を退部した。
2023年6月1日、サントリーサンバーズに入団すると発表された。

## エピソード
人気コミック『ハイキュー!!』の登場人物である百沢雄大は宮城県の選手で身長が201cmあり、これが小野寺のみと一致することから、自身がモデルではないかと睨んでいる。

## 球歴
- ユース日本代表 2012-2013年
  - アジアユース選手権 - 2012年（銅メダル）
  - 世界ユース選手権 - 2013年（17位）
- ジュニア日本代表 2014-2015年
  - アジアジュニア選手権 - 2014年（5位）[24]
  - 世界ジュニア選手権 - 2015年（14位）[25]
- U-23日本代表
  - アジアU-23選手権 - 2017年（銀メダル）
- 日本代表 2015年-
  - オリンピック - 2021年、2024年
  - 世界選手権 - 2018年、2022年
  - ネーションズリーグ 2018年、2019年、2021年、2022年、2023年 （銅メダル）、2024年（銀メダル）、2025年
  - アジア選手権 - 2019年、2021年、2023年 （金メダル）
  - ワールドカップ - 2019年
  - ワールドグランドチャンピオンズカップ - 2017年
  - ワールドリーグ - 2016年、2017年

## 所属チーム
- 名取市立第一中学校
- 東北高等学校（2011-2014年）
- 東海大学（2014-2018年）
- JTサンダーズ広島（2018-2023年）
- サントリーサンバーズ/サントリーサンバーズ大阪（2023年-）

## 受賞歴
- 2010年 - 全国都道府県対抗中学バレーボール大会オリンピック有望選手
- 2019年 - 2018-19 V.LEAGUE DIVISION1 ベスト6
- 2020年 - 2019-20 V.LEAGUE DIVISION1 スパイク賞、ブロック賞、ベスト6
- 2021年 - 2020-21 V.LEAGUE DIVISION1 ブロック賞、ベスト6
- 2022年 - 2021-22 V.LEAGUE DIVISION1 フェアプレー賞
- 2024年 - 2023-24 V.LEAGUE DIVISION1 スパイク賞、ベスト6